# Amtsgericht Dingolfing
Das Amtsgericht Dingolfing war ein von 1879 bis 1973 bestehendes bayerisches Gericht der ordentlichen Gerichtsbarkeit mit Sitz in der Stadt Dingolfing.
Anlässlich der Einführung des Gerichtsverfassungsgesetzes in Bayern wurde am 1. Oktober 1879 in Dingolfing ein Amtsgericht gebildet mit demselben Sprengel wie dem vorherigen Landgericht Dingolfing und späteren Landkreis Dingolfing, bestehend aus den Gemeinden Bubach, Dingolfing, Dornwang, Englmannsberg, Frauenbiburg, Gottfrieding, Griesbach, Haberskirchen, Hackerskofen, Hofdorf, Hüttenkofen, Lengthal, Loiching, Mamming, Marklkofen, Mengkofen, Moosthenning, Niederreisbach, Niederviehbach, Oberviehbach, Ottering, Poxau, Puchhausen, Reisbach, Reith, Rimbach, Steinberg, Teisbach, Thürnthenning, Tunding, Tunzenberg, Weichshofen und Weigendorf. Nächsthöhere Instanzen waren das Landgericht Landshut und Oberlandesgericht München.
Mit Inkrafttreten des Gesetzes über die Organisation der ordentlichen Gerichte im Freistaat Bayern (GerOrgG) am 1. Juli 1973 wurde das Amtsgericht Dingolfing aufgehoben und dessen Bezirk dem Amtsgericht Landau an der Isar zugeteilt.